# ФСБ VI
„ФСБ VI“ е шестият студиен албум на българската рок група ФСБ, издаден от студио „Балкантон“ през 1984 г.

## Списък на песните
1. „Репетиция“ – 3:47
2. „Не така“ – 4:31[1]
3. „Дон Кихот“ – 4:31
4. „На път“ – 2:28
5. „Завръщане“ – 3:46
6. „Зимна къща“ – 6:23

## Особености на албума, предистория
След заминаването на Александър Бахаров през 1983 за работа във ФРГ, ФСБ започват да търсят нов басист. От всички явили се на проби, избират Ивайло Крайчовски, който единствен си настройва сам басите преди да направи демонстрация.
В този албум за пръв път се използват компютърно програмирани секуенси, както и изключителния за онова време синтезатор „Synclavier“, който е известен от съпровода на „Beat It“ на Майкъл Джексън от 1983.
В своя състав авбумът включва две секции, чиито песни са огледални една спрямо друга като настроение от всяка страна на виниловата плоча, издадена от Балкантон. Така песните „Не така“ и „Завръщане“ се отличават с нежен, прочувствен и мелодичен звук. Така също, „Репетиция“ и „На път“ са с раздвижен, весел и жизнерадостен натюрел.
Същото важи за „Зимна къща“ и „Дон Кихот“, които са със силно електронен и концептуален замисъл. Самата „Зимна къща“ се радва на любовта на почитателите на българската музика благодарение на характерната ѝ меланхолно-мечтателна звукова палитра.

## Състав
- Румен Бояджиев – вокал, електронни клавишни, програми
- Константин Цеков – вокал и клавишни
- Петър Славов – стакато барабани, ударни
- Ивайло Крайчовски – крамер бас, фретлес бас
- Иван Лечев – стратокастер, крамер, овейшън – китари, баркус берри – ел. цигулка